# موريس شوارتز
موريس شوارتز (بالإنجليزية: Morris Schwartz)‏ هو صحفي ومصور أمريكي، ولد في 3 أبريل 1901، وتوفي في 22 أكتوبر 2004.